# Robin Olsen
Robin Olsen (* 8. ledna 1990 Malmö) je švédský profesionální fotbalový brankář, který chytá za anglický klub Aston Villa FC a za švédský národní tým.

## Klubová kariéra
Dne 24. července 2018 podepsal pětiletou smlouvu s italským klubem AS Řím.

## Reprezentační kariéra
V roce 2018 pomohl Švédsku poprvé do čtvrtfinále na Mistrovství světa ve fotbale 2018 od Mistrovství světa ve fotbale v roce 1994, čímž na sebe upozornil a získal zájem některých nejlepších evropských klubů.